# Kleśniec

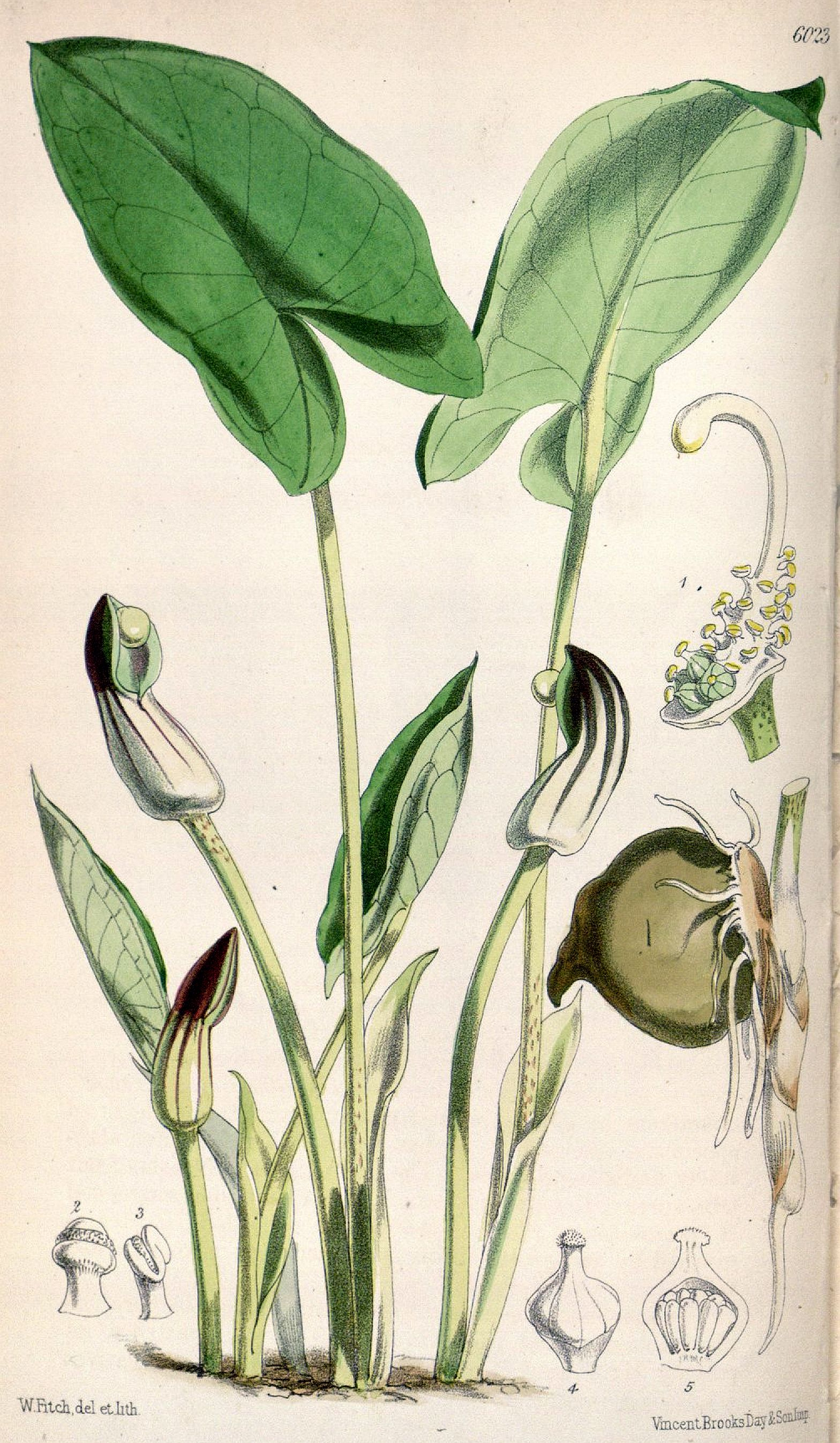
Kleśniec zwyczajny

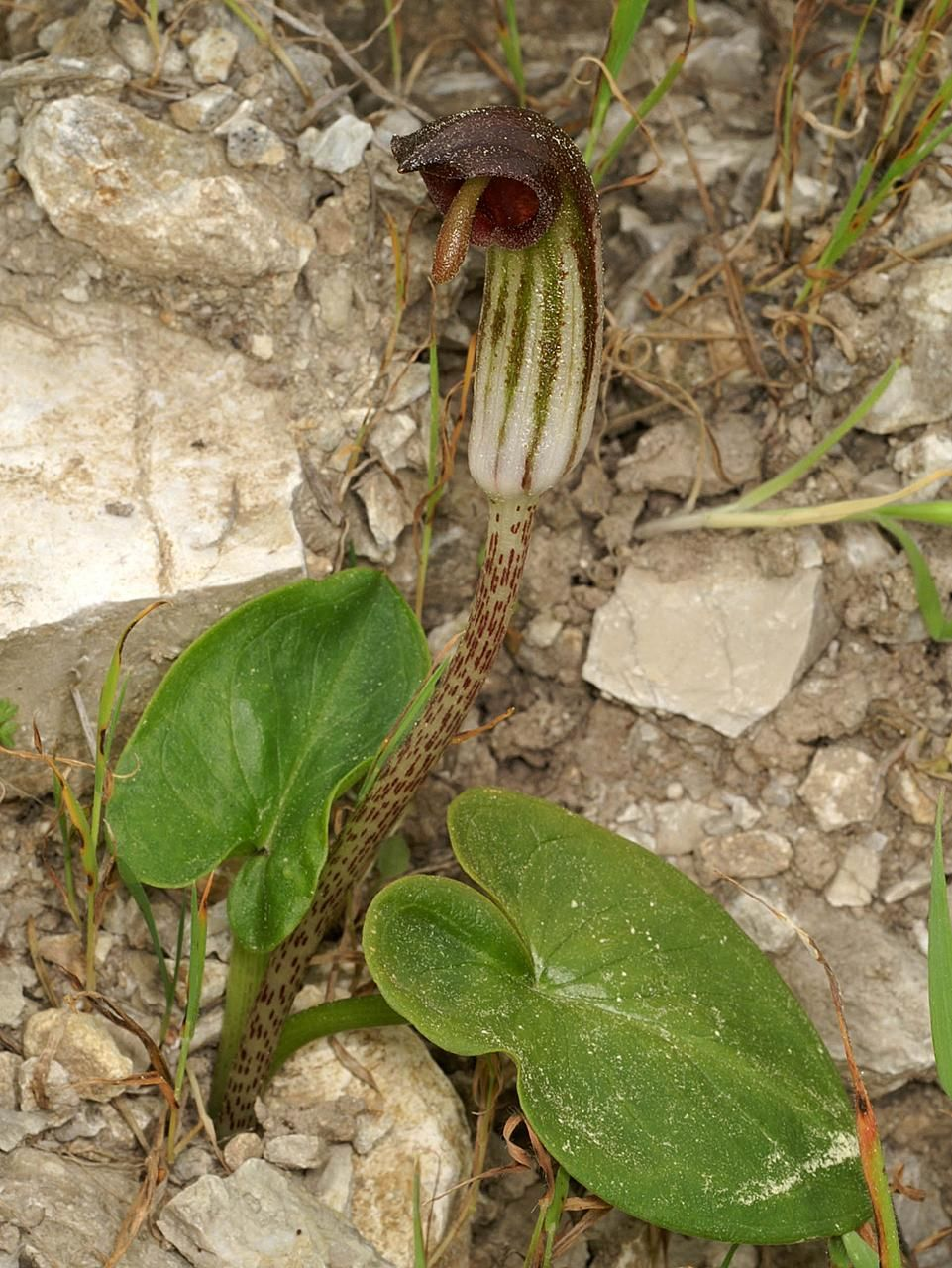
Kleśniec zwyczajny

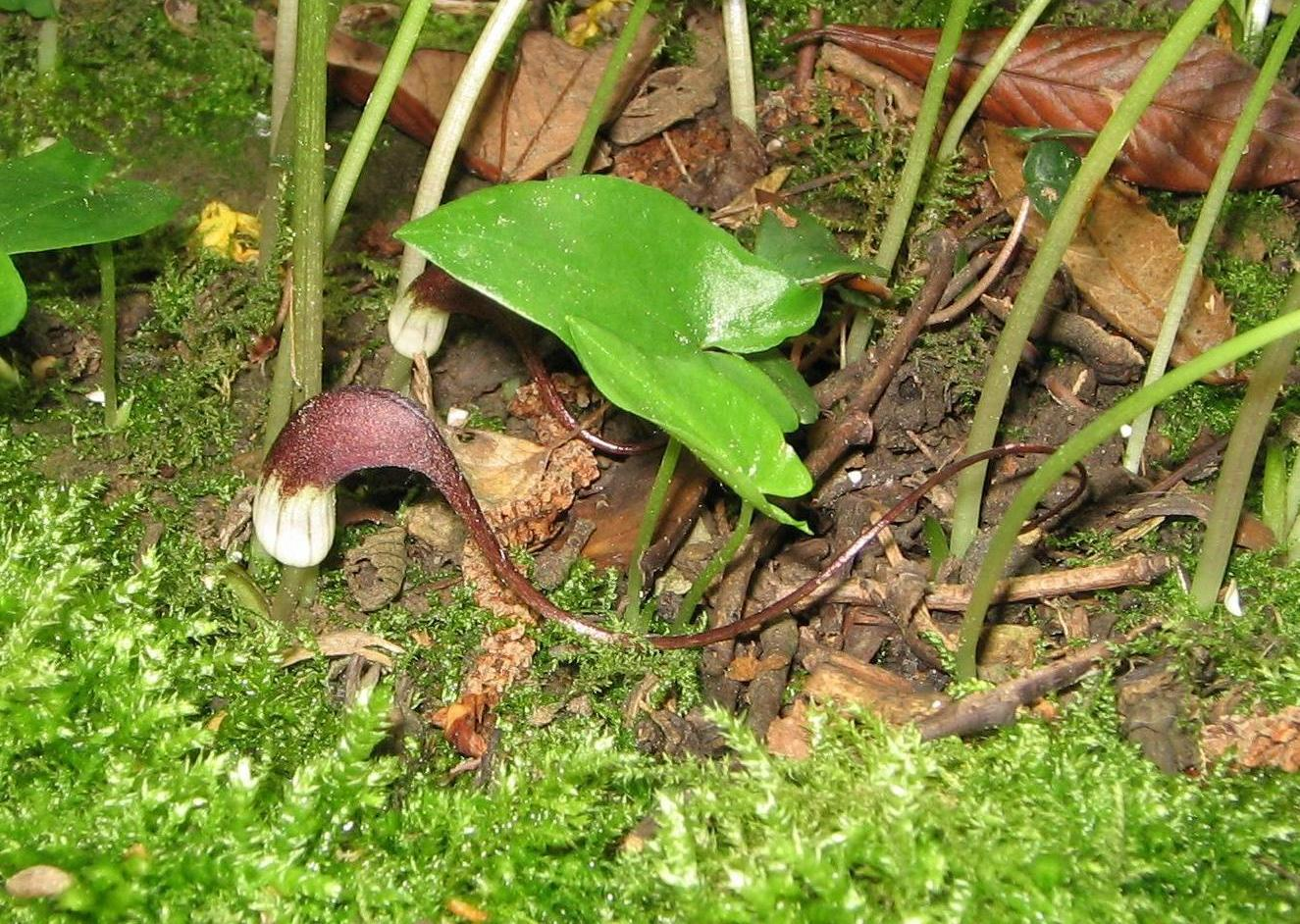
Kleśniec kolbowaty

Kleśniec (Arisarum Mill.) – rodzaj roślin zielnych należący do rodziny obrazkowatych, liczący 3 gatunki pochodzące z obszaru Makaronezji i rejonu śródziemnomorskiego do zachodniej Transkaukazji.

## Morfologia
PokrójRoślina zielna o wysokości do 45 cm.
ŁodygaObła lub cylindryczna bulwa lub, w przypadku gatunku Arisarum probescideum, kłącze tworzące rozłogi.
LiścieRoślina tworzy od jednego do trzech sercowato-strzałkowatych lub oszczepowatych liści o siatkowatej nerwacji. Ogonek liścia krótszy lub równy długości liścia.
KwiatyPojedynczy kwiatostan, typu kolbiastego pseudancjum, pojawia się razem z liśćmi na krótkiej szypułce. Składa się z wąskiej, wydłużonej, wyprostowanej pochwy (spatha), okrywającej kolbę. Pochwa zielonkawa lub purpurowo-brązowa, z białymi, pionowymi paskami, zwężająca się ku szczytowi, szpiczasto zakończona lub tworząca bardzo długi, cienki i wygięty do dołu „kapturek” nad kolbą. Podstawa kolby, z kwiatami żeńskimi, przylega do pochwy. Fragment kolby z luźno rozłożonymi kwiatami męskimi, obejmuje ponad połowę długości pochwy. Wyrostek kolby nagi, z masywnym wierzchołkiem w kształcie guzka lub grzybka, albo strzeliście maczugowaty. Kwiaty jednopłciowe, bez okwiatu. Kwiaty męskie jednopręcikowe, z gładką nitką pręcika, dłuższą lub równej długości pylnika. Pylnik kulisty. Zalążnia jednokomorowa, wklęsło-kulista, wielozalążkowa. Szyjka słupka krótka.
OwocePółkuliste, wierzchołkowo spłaszczone jagody z kilkoma nasionami. Owocnia mięsista. Nasiona jajowate, o nieregularnej powierzchni.

## Biologia i ekologia
RozwójByliny, geofity. Okres wegetacyjny rozpoczyna się jesienią. Okres spoczynku: wiosna-lato.
SiedliskoRośliny ciepłolubne. Rosną w zaroślach i lasach na próchnicy lub glebach gliniasto-piaszczystych, pod drzewami i krzewami, a także na kamienistym podłożu między kamieniami. Tworzą kępy.
Cechy fitochemiczneKontakt z rośliną z gatunku A. vulgare powoduje dermatozę.

## Systematyka
Pozycja rodzaju według Angiosperm Phylogeny Website (aktualizowany system APG IV z 2016)Należy do monotypowego plemienia Arisareae, podrodziny Aroideae, rodziny obrazkowatych, rzędu żabieńcowców w kladzie jednoliściennych.
Pozycja rodzaju w systemie Reveala z roku 2007 (2010)Gromada okrytonasienne (Magnoliophyta Cronquist, Takht. & Zimmerm. ex Reveal), podgromada Magnoliophytina (Frohne & U. Jensen ex Reveal), klasa Magnoliopsida (Brongn.), podklasa żabieńcowe (Alismatidae Takht.), nadrząd obrazkopodobne (Aranae Thorne ex Reveal), rząd obrazkowce (Arales Juss. ex Bercht. & J. Presl), rodzina obrazkowate (Araceae Juss.).
Pozycja rodzaju według Crescent Bloom (system Reveala z lat 1993–1999)Gromada okrytonasienne (Magnoliophyta Cronquist), podgromada Magnoliophytina (Frohne & U. Jensen ex Reveal), klasa jednoliścienne (Liliopsida Brongn.), podklasa obrazkowe (Aridae Takht.), nadrząd obrazkopodobne (Aranae Thorne ex Reveal), rząd obrazkowce (Arales Dumort.), rodzina obrazkowate (Araceae Juss.), plemię Arisareae (Dumort.), podplemię Arisarinae (Schott in Schott & Endl.).
Gatunki
- Arisarum proboscideum (L.) Savi – kleśniec kolbowaty
- Arisarum simorrhinum Durieu
- Arisarum vulgare O.Targ.Tozz. – kleśniec zwyczajny

Mieszańce
Arisarum ×aspergillum (Dunal) – A. simorrhinum × A. vulgare

## Nazewnictwo
Toponimia nazwy naukowejNazwa naukowa pochodzi od greckiego słowa αρισαρών (arisaron), użytego przez Dioskurydesa w odniesieniu do αρισ (aris), nazwy małych roślin wspomnianych przez Pliniusza Starszego, oraz αρών (aron – Arum).
Nazwy zwyczajoweW Polsce dla określenia roślin tego rodzaju spotyka się nazwę mysiogon, odnoszącą się do długiego wierzchołka wyrostka kolby jednego z gatunków. Podobnie w języku angielskim i niemieckim zwyczajową nazwą tego rodzaju jest odpowiednio mouse plant i Mäusepflanze (mysia roślina). W języku hiszpańskim rośliny te określa się m.in. jako frailecillos (zdrobniale: zakonnik); nazwa ta pochodzi od kształtu kwiatostanu, przypominającego wystający spod kaptura nos mnicha.

## Zastosowanie
Rośliny jadalneW Tunezji podziemne łodygi Arisarum simorrhinum i A. vulgare są zbierane, suszone, proszkowane i mieszane z mąką jęczmienną lub pszenną. Zawierają 70% skrobi i mają silny, gorzki smak. Zbyt duże spożycie powoduje zatrucie. Nazwa arabska: ouden el-fil, cebot el-ghoula, kelb el-beqouqa, rejel el begra. Nazwa berberska: tioughda, tiqqenousine, quaba i inne.
Rośliny leczniczeZ bulw roślin gatunku A. vulgare uzyskano alkaloid pirolidynę o działaniu antybiotycznym i antygrzybiczym. Wykazano silne działanie hepatotoksyczne tego alkaloidu.
Rośliny ozdobneRośliny z rodzaju Arisarum uprawiane są ze względu na atrakcyjne kwiatostany.

## Uprawa
WymaganiaWymaga bogatej gleby, najlepiej mieszanki 2 części ziemi ogrodowej, 2 części ziemi kompostowej lub próchnicy, 1 części grubego piasku lub perlitu, 1 części węgla drzewnego i trochę kory sosnowej. Podłoże między podlewaniem powinno lekko wyschnąć. Nie należy podlewać zimną wodą. Wymaga nawożenia raz na dwa tygodnie w okresie wzrostu. Temperatura od 10 do 24 °C. Uprawa w jasnych miejscach, nie narażonych na bezpośrednie nasłonecznienie.
PielęgnacjaRośliny należy często sprawdzać na obecność roztoczy i przeciwdziałać w razie zaatakowania.
RozmnażaniePrzez podział kłącza lub z nasion. Nasiona najlepiej wysiać na wiosnę w wilgotną mieszankę torfu i grubego piasku, a pojemnik zabezpieczyć folią przed wysychaniem.